# Euconocephalus verruger
Euconocephalus verruger är en insektsart som först beskrevs av Jean Guillaume Audinet Serville 1838.  Euconocephalus verruger ingår i släktet Euconocephalus och familjen vårtbitare. Inga underarter finns listade i Catalogue of Life.